# Llengües pèrmiques
Les llengües pèrmiques són un subgrup de les llengües ugrofineses. Són parlades a la zona muntanyenca dels Urals de Rússia.
- Komi (Komi-Zyrian, Zyrian)
- Komi-permià
- Udmurt (Votyak)

Molts lingüistes consideren que el komi i el komi-permià són variants de la mateixa llengua, perquè la subdivisió depèn només de l'accentuació.